# Antónia Pusich
Antónia Gertrudes Pusich (São Nicolau, Cabo Verde, 1 de outubro de 1805 — Lisboa, 6 de outubro de 1883) foi uma poetisa, dramaturga, jornalista e conferencista, que colaborou em diversos jornais e revistas literárias lisboetas e participou ativamente em conferências e sessões públicas sobre temas da época e privou com personalidades como Alexandre Herculano e Almeida Garrett. Jornalista e redatora de periódicos, atividade invulgar nessa época para uma mulher, aos desafios respondeu sempre com uma tenacidade e vigor improváveis numa mulher da sua condição social. O inconformismo perante a mediocridade do destino reservado ao seu sexo impeliu-a a fazer da imprensa a sua tribuna, tornando-se a primeira mulher a fundar, possuir e dirigir jornais em Portugal. Em 1864 era venerável da primeira loja maçónica portuguesa de adoção (feminina), a Loja Direito e Razão.

## Biografia
Antónia Gertrudes Pusich nasceu na ilha de São Nicolau, em Cabo Verde, filha de António Pusich, ao tempo Intendente de Marinha e depois governador de Cabo Verde, um oficial da Armada Real portuguesa, natural da República de Ragusa (hoje na Croácia), e de Ana Maria Isabel Nunes, natural de Lisboa. O pai fora em 1801 graduado em capitão-de-fragata e nesse mesmo ano nomeado Intendente de Marinha das Ilhas de Cabo Verde, escolhendo a ilha de São Nicolau para residir com a família, pois considerava quqe aquela ilha tinha as melhores condições sanitárias do arquipélago.
Foi em São Nicolau que em 1805 nasceu Antónia Gertrudes, a primeira filha, mas quinta na ordem de nascimento, dos seis filhos do casal. Foi baptizada na paróquia de Nossa Senhora do Rosário e em memória do nascimento da filha, Pusich mandou construir no porto Preguiça uma capela consagrada a Santo António dos Navegantes. Teve, como os seus irmãos, uma educação refinada, administrada por seu pai, que lhe ensinou as línguas francesa, inglesa, italiana e música, seguindo a máxima que o pai, enquanto ragusino, aprendera ainda na infância: Obliti privatorum publica curate!, máxima, que ainda hoje continua a ornar o antigo Palácio do Reitores de Ragusa, hoje Dubrovnik.
Antónia Gertrudes, nome que herdou do pai e da avó materna, acompanhou a família nos movimentos que a carreira naval e administrativa paterna determinou. Em 1810 o posto de Intendente de Marinha das Ilhas de Cabo Verde foi extinto, por inútil, e a 3 de setembro de 1810 a família estava em Lisboa acompanhado pela família, onde fez entrega da documentação que tinha a seu cargo. A família viajou então até ao Rio de Janeiro, cidade onde então estava a Corte, e onde chegou a 11 de junho de 1811. Antónia Gertrudes permaneceu então na cidade do Rio de Janeiro até 1818, onde privou com muitas das personalidades da Corte, incluindo membros da família real portuguesa. Naquele ano, por alvará de 6 de fevereiro, o pai foi nomeado governador de Cabo Verde. A família chegou à então Vila da Praia de Santiago a 14 de dezembro de 1818, tendo Antónia 13 anos de idade. Os dois irmãos mais velhos, Jerónimo António Pusich e Pedro António Pusich, ambos oficiais da Armada Real, acompanhavam o pai como ajudantes-de-ordens do governador. O irmão João António Pusich, já lente de Matemática na Academia Real de Marinha e reputado músico, ficou no Rio de Janeiro.
A vida da família durante a sua permanência na ilha de Santiago foi marcada pelas consequências da Revolução Liberal do Porto e os seus reflexos na vida da colónia, que conduziram a uma revolta pretensamente liberal, mas que na realidade resultavam das tensões e animosidades criadas junto da oligarquia local pelo ímpeto reformista de um governador visto como estrangeiro. A 4 de abril de 1821, António Pusich colocou o lugar à disposição em reunião com o cabido e demais autoridades e influentes da ilha, mas foi deliberado que deveria manter-se em funções, enviando o seu filho Pedro António Pusich ao Rio de Janeiro para solicitar orientações ao rei. Entretanto, sem o seu conhecimento, fora exonerado por carta régia passada no Rio de Janeiro a 10 de abril daquele ano de 1821. Perante o crescente conflito, a família recolheu-se discretamente à ilha do Maio, a 7 de maio de 1821, onde permaneceu três meses aguardando as ordens reais. Quando finalmente o filho regressou do Rio de Janeiro, António Pusich soube que fora exonerado e que o rei regressara a Lisboa. 
A família partiu logo que possível, a bordo do brigue Maria, propriedade do seu genro Joaquim António de Matos. Chegou a Lisboa em setembro de 1821, tendo os seus bens pessoais sido pilhados na Praia de Santiago. Com o pai inicialmente impedido de desembarcar por ser suspeito de inimigo dos constituicionais, apenas com a intervenção real junto das Cortes Gerais e Extraordinárias da Nação Portuguesa, que então detinham o poder, foi permitido que a família se instalasse em Lisboa. Com este episódio a carreira naval de seu pai efetivamente terminou, tendo ficado em Lisboa adido a serviços da Marinha, situação que manteve ao longo dos anos seguintes, incluindo o período da Guerra Civil Portuguesa.
Pouco depois da família se ter instalado em Lisboa, Antónia Gertrudes, então com 16 anos de idade, casou a 2 de julho de 1822, em primeiras núpcias, com o jovem corregedor João Cardoso de Almeida Amado, natural do Pernambuco, que conhecera em Cabo Verde, pois este fora ali ouvidor-geral quando António Pusich era governador e que com ele e sua família se refugiara na ilha do Maio após os incidentes ocorridos com os liberais na Praia em 1821. O corregedor fora conduzido para Lisboa sob prisão, no bergantim Dois Amigos, chegando a Lisboa em meados de março de 1822. O casamento ocorreu cerca de 3 meses depois, sendo que o julgamento que o ilibou apenas terminou em 17 de setembro desse ano. O casal teve um filho, João António Pusich de Almeida Amado, nascido a 16 de fevereiro de 1825, que casou com Maria Benedita Viegas de Luna, originária de Elvas, e teve um neto que foi Humberto de Luna da Costa Freire e Oliveira (Lisboa, 1888 — Lisboa, 1952), oficial do Exército Português, escritor, poeta e dramaturgo. Em 1826 o marido regressou ao Brasil e Antónia Gertrudes ficou com o filho a seu cargo, tendo de se acolher à casa paterna.
Em 1830, com 24 anos de idade e já no período conturbado da Guerra Civil Portuguesa, casou em segundas núpcias com o tenente-coronel Francisco Henriques Teixeira (Elvas, 1787 — Santarém, 1833), miguelista convicto, que tinha acompanhado o infante D. Miguel na vilafrancada, em maio de 1823, e de quem foi depois ajudante de ordens, e era, quando casou, comandante do Regimento de Infantaria n.º 23 do Exército Realista. Quando faleceu em 1833, vítima da peste durante a desastrosa campanha miguelista em Santarém, era ajudante-de-campo do rei D. Miguel. Deste casamento houve um único filho, Miguel Pusich Henriques Teixeira, que foi batizado tendo D. Miguel como padrinho. Esta situação obrigou Antónia Pusich, após a queda de Lisboa para os liberais, a refugiar-se com os filhos em Elvas, onde também se encontrava a infanta D. Isabel Maria de Bragança, ex-regente do Reino, aí permanecendo durante o ano de 1834. A derrota miguelista teve também como consequência a perda de todos os rendimentos herdados de seu marido. O seu casamento, com o destacado miguelista Francisco Henriques Teixeira, e os da irmã e irmão com um filho e uma filha de Garção Stockler, terá selado a sorte da família Pusich, que daí em diante passou a ser tida como miguelista, o que levou ao saque da sua residência quando as tropas liberais entraram em Lisboa, a 24 de julho de 1833, e à demissão da Armada em 1834 do pai de Antónia Gertrudes, o chefe-de-esquadra António Pusich, com a perda dos seus ordenados desde 1833. Daqui resultaram tempos muito difíceis para os Pusich, que perderam todas as suas fontes de rendimento e muitos dos seus bens.
Terminada a guerra, voltou a casar a 16 de abril de 1836, na igreja paroquial de Santa Isabel em Lisboa, em terceiras núpcias, com José Roberto de Melo Fernando de Almeida, também viúvo, capitão do Exército. Deste casamento viria a ter quatro filhos (António Pusich de Melo, Antónia Pusich de Melo, Ana Isabel Filomena Pusich de Melo e Maria Amélia Pusich de Melo). O marido tinha lutado do lado liberal, tendo-se depois de 1834 ligado aos chamorros e à esquerda liberal. Acabou por aderir ao setembrismo, de que resultaram alguns dissabores, incluindo um período de prisão. Por se ter ausentado do país sem licença militar foi preso em Livorno e acusado de fazer parte de um grupo que pretendia assassinar o ex-rei D. Miguel, então exilado em Itália. Antónia Gertrudes Pusich deslocou-se a Roma e conseguiu, junto do próprio D. Miguel, a libertação do marido.
As dificuldades que a família enfrentou levaram a que a partir de 1840 começasse a colaborar com os periódicos de Lisboa e a publicar de forma independente a sua obra. Colaborou em diversos periódicos como Paquete do Tejo,  Revista universal lisbonense : jornal dos interesses physicos, moraes e litterarios por uma sociedade estudiosa e Almanach de lembranças. Ao longo das décadas de 1840 e 1850, foi fundadora e diretora dos jornais A Assembleia Literária (jornal de instrução [1849?]-1851), A Beneficência (jornal dedicado à Associação Consoladora dos Aflitos, 1852-1855) e A Cruzada (jornal religioso e literário, 1858).  Refira-se que foi a primeira jornalista a usar o seu verdadeiro nome em vez de um pseudónimo masculino, sendo a primeira mulher em Portugal que fundou e dirigiu um jornal e que neles ousou mostrar o seu nome verdadeiro e não um pseudónimo como era hábito na época.
Deixou uma vasta obra publicada, destacando-se o poema Olinda, ou A Abbadia de Cumnor-Place : poema original em 5 cantos (1848)  e Saudade à memória da virtuosa rainha de Portugal (1859), revelando-se uma poetisa com marcada influência no romantismo em Portugal. Publicou folhetins e crónicas nos jornais que dirigiu ou com os quais colaborou. Fez teatro e escreveu sobre membros da família real, como Canto saudoso ou lamentos na solidão á memoria do Dom Pedro Quinto (1861). Redigiu uma monografia sobre o seu pai, editada em 1872, intitulada Biographia de Antonio Pusich contendo 18 documentos de relevantes serviços prestados a Portugal por este illustre varão; Resumo da história da republica de Ragusa e sua antiga literatura, um documento importante para o conhecimento da história de Cabo Verde no período da Revolução Liberal.
Também se dedicou à música e era considerada uma boa pianista. O seu espólio musical, que inclui composições para piano e breves composições para orquestra, executadas na Academia Filarmónica nos anos de 1847 e 1848, está desaparecido. É conhecida uma valsa.
A todos os título uma mulher notável foi a iniciadora do feminismo português. Graças ao seu nível de instrução, defendeu publicamente a educação da mulher e a necessidade da sua participação na vida política, sendo presença assídua na Galeria das Senhoras da Câmara de Deputados, único local onde as mulheres podiam assistir à vida política. Numa época em que as mulheres estavam confinadas à família, à música e aos bordados, Antónia Gertrudes Pusich defendeu que deveriam também aprender a ler e a escrever para poderem participar na vida social e política do país. Sobre esta matéria escreveu a 25 de agosto de 1849: «Nos outros colégios do Estado e ainda nas escolas particulares igual esmero se vai tendo com a instrução dos meninos e honra seja feita aos professores e directores desses colégios. Mas as meninas!... As meninas imploram atenção, e de todas as pessoas que nutrem sentimentos de humanidade e desejos de ver prosperar a sua pátria. [...]. Enquanto em nossa terra as mulheres não tiverem a precisa instrução literária, ensinam a coser, marcar, bordar, música, etc. Porém a ler, escrever, contar, etc., não. E ainda menos outros estudos. Que mal pode ensinar alguém o que mal sabe... Poucas senhoras sabem escrever bem [...]. Aparecem numa sociedade, ostentam uma brilhante conversação, fazem uma elegante figura... encantam os espectadores... seduzem... adquirem nomeada, estudam todas essas aparências fosfóricas; vai um sábio entrar com elas em discurso... onde está o espírito dessas fascinantes beldades?... Evaporou-se! Nem sabem dar uma razão do que dizem.»
O seu nome é recordado ba toponímia da cidade de Lisboa, cuja municipalidade prestou homenagem a esta escritora com a atribuição do seu nome a uma rua na freguesia de Alvalade. Também em Vale Fetal, Charneca de Caparica, Almada, foi atribuído o seu nome a uma rua, bem como no bairro do Pinhal do General, Fernão Ferro, Seixal, onde também foi atribuído o seu nome a uma rua. O prédio onde viveu em Lisboa, o n.º 238 da Rua de São Bento, ostenta uma lápide com o seu nome, ali mandada colocar pelo Município.

## Obras
Entre outras obras, é autora das seguintes:
- O Regedor da Paróquia (drama representado em 1849 nos teatros do Gymnasio e da Rua dos Condes)
- Constança ou o Amor Maternal (drama em 3 atos representado em 1849 nos teatros do Gymnasio e da Rua dos Condes)
- Elegia à morte de D. Marianna de Sousa Holstein[17]
- Elegia à Morte da Duqueza de Palmella[17]
- Apontamentos biographicos e poesia, sobre o infeliz José Pedro de Senna, capitão do brigue Marianna, naufragado em Aveiro[17]
- A conquista de Tunis[17]
- Júlia (drama).[17]
- À minha pátria, memoria sobre um ramo de agricultura e commercio[17]
- Espargo no Monte (comédia)
- Ashaverus (drama sobre o tema do judeu errante)
- Elegia á morte das infelizes victimas assassinadas por Francisco de Mattos Lobo, na noute de 25 de Julho de 1841. Lisboa, 1841.
- O sonho, os gemidos, e os rogos da classe inactiva que recebem a par dos efectivos dedicados ao governo de Sua Majestade Fidelíssima em nome da mesma classe por D. Antónia Gertrudes Pusich. Tipografia Lusitana, Rua do Abarracamento de Peniche, n.º 43, Lisboa, 1844.[17]
- Preces ou cântico devoto aos fiéis portugueses por D. Antónia Gertrudes Pusich. Tipografia de G. M. Martins, Rua dos Capelistas, n.º 62, Lisboa, 1848.
- Olinda ou a Abadia de Cumnor-Place. Poema original em 5 cantos (romance gótico em verso baseado em Kenilworth de Walter Scott). Tipografia de G. M. Martins, Rua dos Capelistas n.º 62, Lisboa, 1848.
- A Sua Majestade El-Rei Fidelíssimo o Senhor D. Fernando II. no seu faustíssimo dia natalício no anno de 1848 (poesia). Tipografia, G. M. Martins, Lisboa, 1848.
- Preces ou cântico devoto dedicado aos fiéis portugueses por D. Antónia Gertrudes Pusich. Tipografia de G. M. Martins, Rua dos Caelistas, n.º 62, Lisboa, 1848.
- Irminio e Edgarde, ou doys mistérios (romance gótico). Lisboa, 1849.
- Galeria das Senhoras na Câmara dos Senhores Deputados ou as minhas observações por D. Antónia Gertrudes Pusich. Tipografia de Borges, Rua da Oliveira (ao Carmo) n.º  65, Lisboa, 1848.[31]
- Cântico devoto em honra e memória das dores de Maria Santíssima, e da sagrada paixão e morte de Jesus Cristo, Nosso Deus e Redentor. Tipografia de Joaquim Manuel Eusébio, Portas de Santo Antão, n.º  9, Lisboa, 1857.
- Homenagem a Sua Majestade a Rainha de Portugal Dona Estephania. Tipografia J. B. Morando, Lisboa, 1858.
- Lamentos à saudosa memória da Ill.ma e Ex.ma Sr.ª D. Maria Henriqueta do Casal Ribeiro por D. Antónia Gertrudes Pusich. Imprensa Silviana, Lisboa, 1859.
- Saudade à memória da virtuosa rainha de Portugal, à Senhora D. Estephania, falecida em 17 de Julho de 1859, dedicada a seu augusto e saudoso consorte, El-Rei o Senhor D. Pedro V.  Tipografia do Futuro, Lisboa, 1859.
- Parabéns a Sua Magestade o Senhor D. Fernando II em memória do consórcio de sua filha a Senhora Infanta de Portugal-Princesa de Saxónia D. Maria Ana e do nascimento da primeira Neta do Mesmo Augusto Senhor por D. Antónia Gertrudes Pusich. Lisboa, 1860.
- Canto saudoso ou lamentos na solidão à memória do virtuoso Monarcha o Senhor Dom Pedro Quinto por D. Antónia Gertrudes Pusich. Tipografia do Futuro, Rua da Cruz de Pau, n.º 35, Lisboa, 1861.
- Biografia de António Pusich. Contendo 18 documentos de relevantes serviços prestados a Portugal por este ilustre varão. Resumo da história da República de Ragusa e sua antiga literatura por D. Antónia Pusich. Lallemant Frères Typ., R. do Tesouro Velho, 6, Lisboa, 1872.
- Breves considerações acerca dos mapas organizados pelo benemérito Presidente da Relação de Lisboa sobre a Estatística criminal e inventários orfanológicos na área da sua jurisdição. Tipografia do jornal O País, Largo do Carmo, 15, Lisboa, 1874.
- Homenagem a Luís de Camões. Tipografia Coelho & Irmão, Rua de S. Bento, 127-129, Lisboa, 1880.
- Memória ao benemérito Duque de Avila e de Bolama falecido em 4 de Maio de 1881 por D. Antónia Pusich. Tipografia do Diário de Lisboa, Rua do Arco a Jesus, 19, Lisboa, 1881.
- Saudação a Sua Majestade o Rei de Itália Humberto Primeiro dedicada a Sua Majestade a Rainha de Portugal Senhora D. Maria Pia, Sua Augusta Irmã, s. l., s. a.

Foi editora dos seguintes periódicos:
- A Assembleia Literária (jornal de instrução), Lisboa, [1849?]-1851 (proprietária e redactora: Antónia Pusich),
- A Beneficência (jornal dedicado à Associação Consoladora dos Aflitos), Lisboa, 1852-1855 (proprietária e redactora: Antónia Pusich),
- A Cruzada” (jornal religioso e literário), Lisboa, 1858 (proprietária e redactora: Antónia Pusich).